# Swainsona canescens
Swainsona canescens är en ärtväxtart som först beskrevs av John Lindley, och fick sitt nu gällande namn av Ferdinand von Mueller. Swainsona canescens ingår i släktet Swainsona och familjen ärtväxter.

## Underarter
Arten delas in i följande underarter:
- S. c. canescens
- S. c. horniana